# Sergey Lagodinsky
Sergey Lagodinsky (ur. 1 grudnia 1975 w Astrachaniu) – niemiecki polityk, prawnik i publicysta rosyjskiego oraz żydowskiego pochodzenia, deputowany do Parlamentu Europejskiego IX i X kadencji.

## Życiorys
Urodził się w rodzinie żydowskiej w ZSRR, w Niemczech osiedlił się w 1993. Został w późniejszym czasie członkiem przedstawicielstwa berlińskiej gminy żydowskiej.
Absolwent prawa na Uniwersytecie w Getyndze oraz administracji publicznej na Uniwersytecie Harvarda. Doktoryzował się na Uniwersytecie Humboldtów w Berlinie. Pracował w międzynarodowej firmie prawniczej Orrick, Herrington & Sutcliffe. W latach 2003–2008 był zatrudniony jako dyrektor programowy i doradca w berlińskim biurze żydowskiej organizacji American Jewish Committee. Zajął się także działalnością publicystyczną jako komentator m.in. Deutschlandradio, Deutsche Welle, BBC World Service, „Süddeutsche Zeitung” i „Die Welt”.
W 2001 dołączył do Socjaldemokratycznej Partii Niemiec, w której założył grupę roboczą skupiającą socjaldemokratów żydowskiego pochodzenia. Wystąpił z partii w 2011, krytykując jej postawę w sprawie Thila Sarrazina. Podjął później pracę w Fundacji im. Heinricha Bölla, gdzie objął kierownictwo referatu do spraw Unii Europejskiej i Ameryki Północnej.
Związał się także z niemieckimi Zielonymi. W wyborach w 2019 z listy tego ugrupowania uzyskał mandat eurodeputowanego IX kadencji. Z powodzeniem ubiegała się o poselską reelekcję w 2024.
W 2020 objął patronatem Maksima Znaka, białoruskiego prawnika i więźnia politycznego.